# Claes Julius Ekeblad
Claes Julius Ekeblad, född 17 september 1742 i Ekebladska palatset i Stockholm , död 19 juni 1808 på Stola herrgård utanför Lidköping, var en svensk greve, militär och ämbetsman.

## Biografi
Ekeblad inskrevs vid 11 års ålder vid Södra skånska kavalleriregementet, där han 1755 blev kvartersmästare och  1757 sekundadjutant. År 1757 kom han till Uppsala för att studera under matematikern och astronomen Fredrik Mallet.
År 1759 tjänstgjorde han som premiäradjutant, blev 1761 kornett, 1762 stabslöjtnant, och 1763 vicekorpral vid drabantkåren, där han 1780 hade stigit till kaptenlöjtnant. Under tiden 1766-1770 tjänstgjorde Ekeblad vid franska regementet Royal Deux Ponts i Verdun och Strassburg.
År 1782 befordrades han till generalmajor. För en kort tid 1784 förordnades han till landshövding i Uppsala län, varifrån han förflyttades till Skaraborgs län, där han fram till 1796 hade samma syssla.
Åren 1787–1789 var han överstekammarjunkare, och vid riksdagarna 1778–1779, 1789 och 1792 framträdde han som ridderskapets och adelns ledare.
Ekeblad var en flitig dagbokförfattare. Sju band omfattande åren 1760-1766 förvaras på Kungliga biblioteket. Från dessa dagböcker hämtade Oscar Levertin material till "En gustaviansk ädlings levnadshistoria" i verket "Från Gustaf III:s dagar", 1896.

## Familj

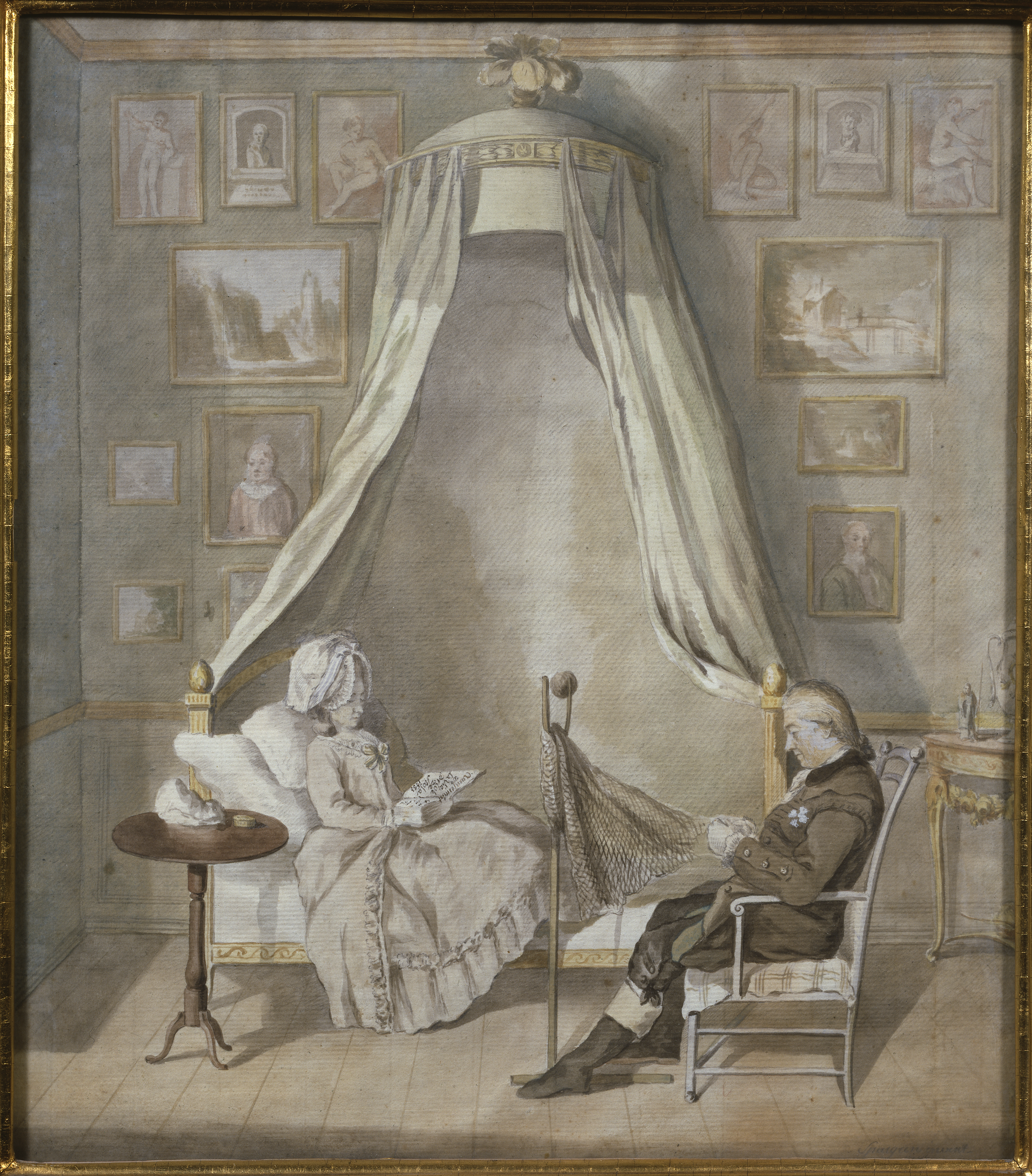
Interiör från Ekeblads hem, med honom själv när han satt och broderade i en stol och hans hustru Britta Horn satt och läste i sängen. Målning från 1783 av Lorentz Svensson Sparrgren.

Claes Julius Ekeblad var son till greve Claes Ekeblad den yngre och grevinnan Eva Ekeblad, född De la Gardie. Modern var den första kvinna som inskrivits i Vetenskapsakademien, samt var ättling till Arvid Forbus och ätten Björnram. Han gifte sig med grevinnan Brita Margareta Horn 1775 i rådskammaren, Stockholm. Äktenskapet var barnlöst.